# Ptychobiosis neboissi
Ptychobiosis neboissi är en nattsländeart som beskrevs av Schmid 1989. Ptychobiosis neboissi ingår i släktet Ptychobiosis och familjen Hydrobiosidae. Inga underarter finns listade i Catalogue of Life.